# Laurel (Indiana)
Laurel – miasto w Stanach Zjednoczonych, w stanie Indiana, w hrabstwie Franklin.